# Kostel Panny Marie Pomocnice křesťanů (Brno)
Kostel Panny Marie Pomocnice křesťanů se nachází v městské části Brno-Žabovřesky na Foerstrově ulici č. 2.
Stavba tohoto moderního salesiánského kostela začala roku 1994 a dokončena byla 27. května 1995, kdy byl vysvěcen brněnským biskupem Vojtěchem Cikrlem. Architektem stavby byl Josef Opatřil, který v roce 1992 vyhrál výběrové řízení na projektovou dokumentaci pro stavbu kostela. Kostel má tvar kruhové výseče a patří k němu také přilehlá salesiánská oratoř, kde děti a mladí mohou trávit svůj volný čas.
Při kostele působí také Salesiáni Dona Boska, kteří jsou řeholní kongregace v katolické církvi a je jim svěřena péče o farnost, dále se také věnující výchově mládeže a vychází z preventivního systému jejich zakladatele Dona Boska. Odpovědnou osobou za pastoraci ve farnosti je farář, ostatní salesiáni s ním úzce spolupracují a podílejí se na jednotlivých pastoračních aktivitách. Ve farnosti dále působí: pastorační rada, ekonomická rada, další subjekty a konkrétní lidé.
V roce 2015 se slavilo výročí 20 let od posvěcení kostela a zároveň také výročí 200 let od narození představitele Salesiánů. V rámci oslav bylo vybudováno také osvětlení věže kostela, které je viditelné se širokého okolí a tento v noci osvětlený kostel tak vytváří výraznou dominantu městské části Brno-Žabovřesky. Zajímavostí je také barva osvětlení, která se řídí liturgickým rokem, můžeme tak v rámci jednoho roku průběžně vidět všechny liturgické barvy.